# Communauté de communes Saône et Coney
La communauté de communes Saône et Coney (CCSC) est une ancienne communauté de communes française, située dans le département de la Haute-Saône en région Bourgogne-Franche-Comté.
Créée le 26 décembre 2002, elle a fusionné avec d'autres intercommunalités pour former, le 1er janvier 2014 la communauté de communes de la Haute Comté

## Historique
La communauté de communes a été créée par un arrêté préfectoral du 26 décembre 2002.
Dans le cadre de la mise en œuvre du schéma départemental de coopération intercommunale approuvé en décembre 2011 par le préfet de Haute-Saône et qui prévoit notamment la fusion de la communauté de communes Saône et Coney, de la Communauté de communes des belles sources et de la Communauté de communes du val de Semouse,, Bousseraucourt, Jonvelle, Vougécourt et Montcourt  se sont retirées de Saône et Coney pour intégrer, le 1er janvier 2014, la communauté de communes des Hauts du val de Saône.
La fusion des trois intercommunalités a formé, le 1er janvier 2014, la communauté de communes de la Haute Comté.

## Territoire communautaire
En 2013, l'intercommunalité regroupait les 10 communes suivantes pour une population totale sans double compte de 2 805 habitants (RGP 1999) : 
- Alaincourt
- La Basse-Vaivre
- Bousseraucourt
- Demangevelle
- Jonvelle
- Montcourt
- Passavant-la-Rochère
- Selles
- Vauvillers
- Vougécourt

## Organisation

### Siège
Le siège de l'intercommunalité était à Vauvillers, 1 place Sambuci.

### Liste des présidents
L'intercommunalité était administrée par un conseil communautaire constitué de délégués élus en leur sein par les conseils municipaux des communes membres.
| Période                                  | Période | Identité      | Étiquette | Qualité                                                            |
| ---------------------------------------- | ------- | ------------- | --------- | ------------------------------------------------------------------ |
| Les données manquantes sont à compléter. |         |               |           |                                                                    |
| ?                                        | 2013    | Michel Bordot |           | Maire de Demangevelle (2001 → 2014) Réélu pour le mandat 2008-2013 |

### Compétences
L'intercommunalité exerçait les compétences que lui avaient transférées les communes membres, dans les conditions déterminées par le code général des collectivités territoriales.
Ces compétences relevaient notamment des secteurs : 
- Environnement et cadre de vie (assainissement collectif, collecte et traitement des ordures ménagères) ;
- Action sociale intercommunale ;
- Développement économique ;
- Activités périscolaires ;
- Aménagement de l'espace (Schéma de cohérence territoriale (SCOT) et ZAC) ;
- Voirie communautaire ;
- Logement et habitat (programme local de l'habitat (PLH) et politique du logement non social)[2].

### Régime fiscal et budget
La communauté de communes était un établissement public de coopération intercommunale à fiscalité propre.
Afin d'assurer la réalisation de ses compétences, la communauté de communes percevait une fiscalité additionnelle aux impôts locaux perçus par les communes, sans fiscalité professionnelle de zone et sans fiscalité professionnelle sur les éoliennes.
Afin de financer ce service, elle collectait une redevance d'enlèvement des ordures ménagères (REOM).

## Référence
1. ↑  Fait référence à la rivière Côney avec signe diacritique sur le O.
2. 1 2 3 4 5 6  « CC Saône et Coney (N° SIREN : 247000847) », Fiche BANATIC, Ministère de l'intérieur, 19 février 2013 (consulté le 14 août 2016).
3. ↑  « Arrêté préfectoral du 23 décembre 2011, portant définition du schéma départemental de coopération intercommunale du département de la Haute-Saône » [PDF], Préfecture de la Haute-Saône (consulté le 12 août 2016), p. 5-6.
4. ↑  « Vauvillers : une nouvelle vie communautaire : Michel Bordot, président de la communauté de communes Saône et Coney, a présenté ses vœux devant les élus communautaires, venus nombreux, à la salle des fêtes de Demangevelle », L'Est républicain,‎ 3 février 2013 (lire en ligne).
5. ↑  « Saône et Coney adhère au plan climat énergie », L'Est républicain,‎ 5 janvier 2013 (lire en ligne).
6. ↑  « Présentation du projet de schéma départemental de coopération intercommunale révisé » [PDF], Préfecture de la Haute-Saône, 2015 (consulté le 14 août 2016), p. 5.
7. ↑  L.V., « Communauté de Communes Saône et Côney : Michel Bordot réélu », La Presse de Vesoul,‎ 11 avril 2008 (lire en ligne).